# Chamboulive
Chamboulive (Chamboliva auf Okzitanisch) ist eine französische Gemeinde mit 1.158 Einwohnern (Stand 1. Januar 2022) im Département Corrèze in der Region Nouvelle-Aquitaine. Die Gemeinde ist Mitglied des Gemeindeverbandes Tulle Agglo. Die Einwohner nennen sich Chamboulivois(es).

## Geografie
Die Gemeinde liegt im Zentralmassiv. Die Präfektur des Départements Tulle befindet sich rund 20 Kilometer leicht südöstlich. Das Gemeindegebiet wird im Norden vom Flüsschen Madrange durchquert, im Osten und Süden vom Rujoux.
Nachbargemeinden von Saint-Salvadour sind Le Lonzac im Nordosten, Beaumont im Osten, Saint-Salvadour im Südosten, Seilhac im Süden, Saint-Jal im Südwesten, Pierrefitte im Westen sowie Eyburie im Nordwesten.

## Einwohnerentwicklung
| Jahr      | 1962 | 1968 | 1975 | 1982 | 1990 | 1999 | 2007 | 2016 |
| Einwohner | 1247 | 1411 | 1281 | 1210 | 1190 | 1149 | 1294 | 1204 |

## Gemeindepartnerschaften
Chamboulive unterhält eine Partnerschaft mit dem  belgischen Ort Gozée in der Gemeinde Thuin.

## Sehenswürdigkeiten

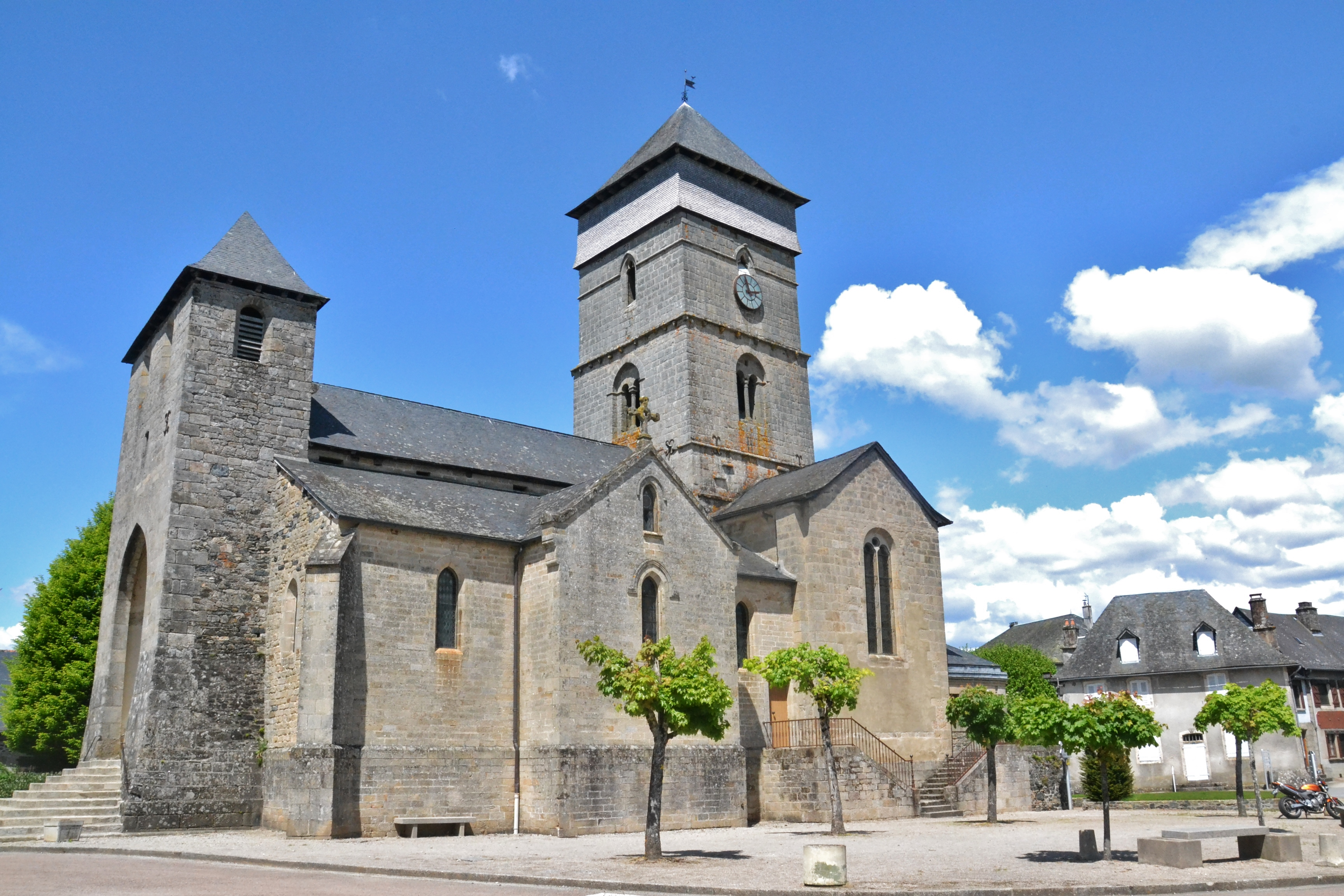
Kirche Saint Côme-Saint Damien

- Die Kirche Saint Côme-Saint Damien aus dem 12. und 14. Jahrhundert[1]